# گودنزبرگ
شهر گودنزبرگدر ایالت هسن در کشور آلمان واقع شده‌است.